# Brunn, Nemški Grebinj
Brunn je naselje v Občini Nemški Grebinj v Okraju Šentvid ob Glini na Koroškem v Avstriji.